# Mit mir nicht, Madam!
Mit mir nicht, Madam! ist ein deutscher Verwechslungsfilm der DEFA von Roland Oehme und Lothar Warneke aus dem Jahr 1969.

## Handlung
Journalist Thomas reist mit einer Gruppe von Modeschöpfern und Models sowie dem Fotografen Hasselhuhn aus der DDR zu einem internationalen Modefestival. Bereits auf dem Flug macht er Bekanntschaft mit einem Padre, der ihm zum Verwechseln ähnlich sieht. Kurz nach der Landung wird er schon bald von Italienern wie Briten gleichsam verfolgt, ohne zu wissen, warum. Auch die Engländerin Mabel Patrick scheint ihn zu verwechseln, steigt nachts in sein Hotelzimmer ein und durchsucht es heimlich. Ablenkung erfährt Thomas nur von der schönen Eva, mit der er sich mehrere Male zu treffen versucht, was wiederum stets von ihrem Onkel verhindert wird.
Am Tag der Modenschauen wird Eva von Mabels Leuten entführt und Thomas in Evas Wohnung gelockt. Er wird von Mabel empfangen, die ihn mit einer Pistole bedroht. Sie eröffnet ihm den Grund für all die Merkwürdigkeiten: Sie hält ihn für den jungen französischen Modeschöpfer Charles, den Thomas als Padre im Flieger kennengelernt hatte. Dieser plant, ein Pariser Modehaus mit einer Anti-Florege-Modelinie wieder an die Weltspitze zu bringen, was bei den Florege-spezialisierten Modehäusern in Rom und London auf Entsetzen stieß. Thomas soll sich vom Londoner Modehaus, zu dem Mabel gehört, anwerben lassen. Ihm gelingt die Flucht.
Eva wurde unterdessen von Charles befreit und ist seither wie vom Erdboden verschluckt. Thomas, die Models und Hasselhuhn treten den Rückflug nach Berlin an, während die römischen und britischen Verfolger durch verschiedene Autounfälle außer Gefecht gesetzt werden. Thomas erfährt durch einen Brief, dass Charles nie eine Anti-Florege-Linie plante, sondern dies nur ein falsches Gerücht war. Er trifft schließlich im Flugzeug auf Eva, die in Wirklichkeit als Stewardess arbeitet und so regelmäßig auch in Berlin ist. Es kommt zum Happy End.

## Produktion
Mit mir nicht, Madam! erlebte am 16. Mai 1969 in Karl-Marx-Stadt seine Uraufführung.
Der Film war das Regiedebüt von Roland Oehme und Lothar Warneke und das Debüt Rolf Römers als Drehbuchautor. Es ist – abgesehen vom Film He, Du!, in dem sie Liedinterpretin war – der einzige Schauspiel-Auftritt der amerikanischen Jazzsängerin Etta Cameron in einem DEFA-Film.
Krystyna Mikołajewska wurde im Film von Zofia Słaboszowska synchronisiert. Manfred Krug übernahm zahlreiche Nebenrollen in verschiedenster Maskerade, darunter als Frau, Schwarzer und Zigeunergeiger.
Gedreht wurde der Film in Jugoslawien.
Den Auftrag zur Kostümausstattung für diesen Film hatte der Modeschöpfer Heinz Bormann mit seinem Unternehmen „Original Bormann-Kleidung“ in Magdeburg erhalten.

## Kritik
Die zeitgenössische Kritik lobte den Film als „heiter, er vergnügt sein Publikum“, kritisierte jedoch, dass dem Film als Mix aus Gangsterfilm, Liebesfilm und Lustspiel der durchgehende Grundton fehle. Spätere Rezensenten fanden, dass es „den jungen Regisseuren […] noch an Gefühl für Rhythmus [mangelte].“
Cinema schrieb: „Ein Haute-Couture-Event gerät zur Verwechslungsklamotte. – Wirrer Modezirkus.“